# 氟塑膜

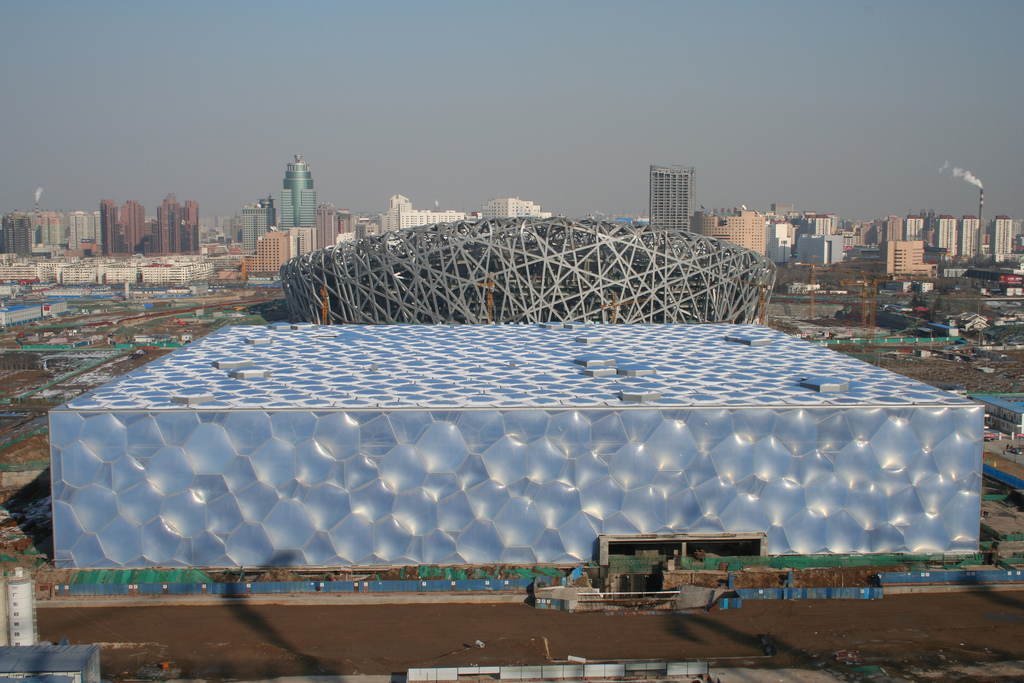
北京奧運會水立方場館

氟塑膜（ETFE），商標名Tefzel，是一種新興的建築材料，由乙烯和四氟乙烯共聚而成，具有高透光率（可见光透光率在90%以上，且衰减很慢，经使用10-15年，仍可保持在90%以上）和极强的耐候性，抗静电，尘染轻，但价格昂贵，废膜須厂家回收处理。ETFE具有较高的熔化温度，优异的化学，电学和高能辐射抵抗性能。当燃烧时，氟塑膜释放氢氟酸。

## 应用

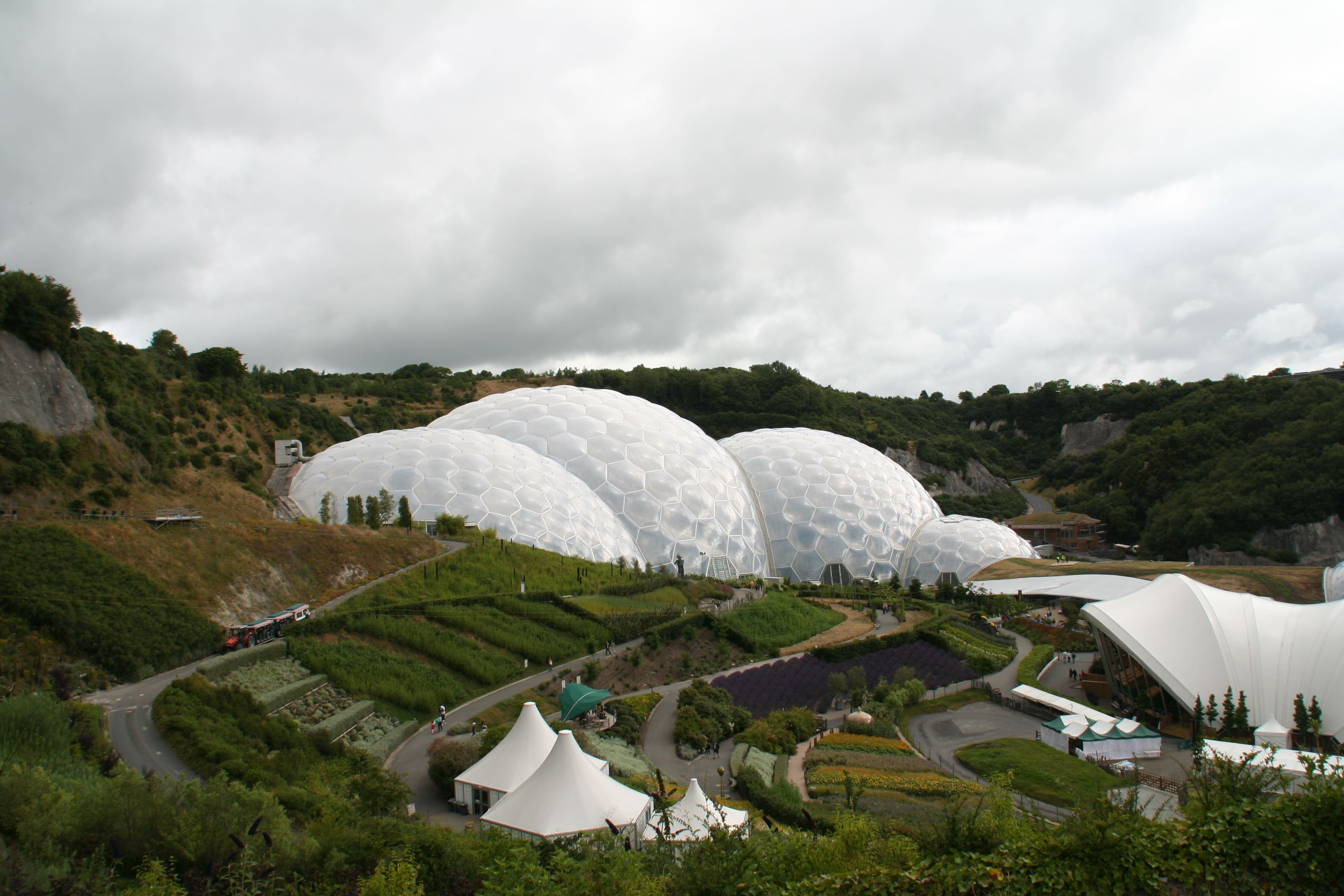
英國康瓦爾郡伊甸園計畫建築。用ETFE垫构建。

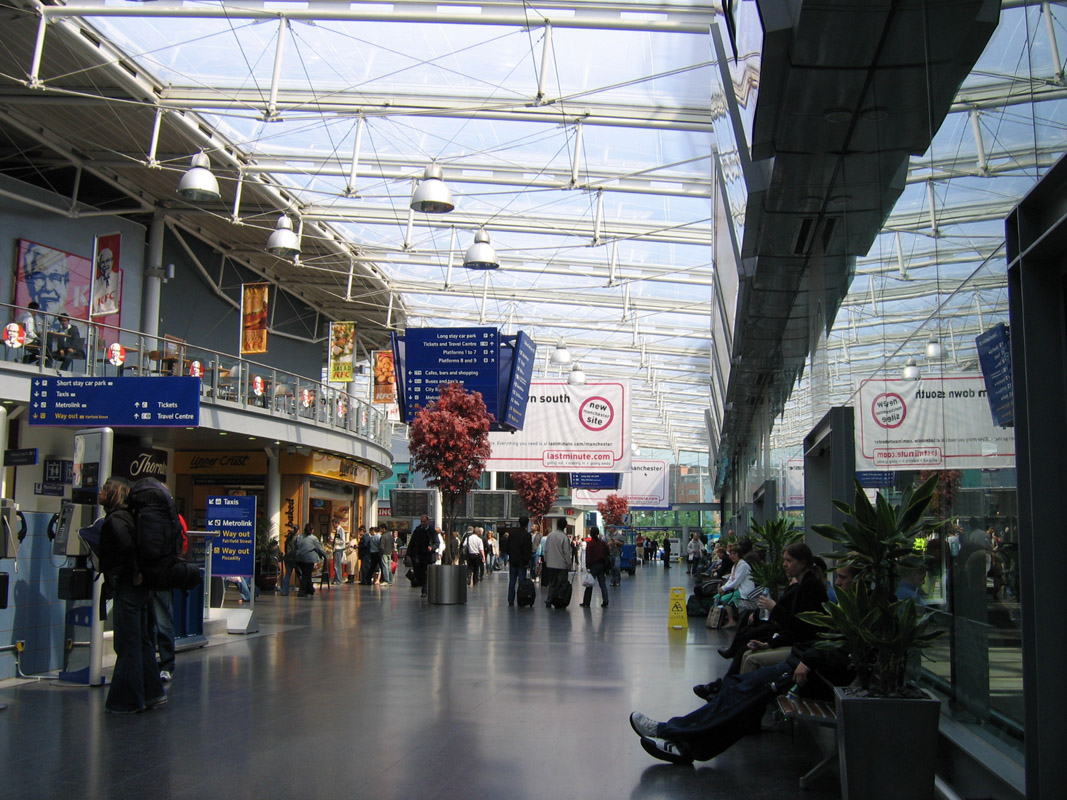
位于英国曼彻斯特的曼彻斯特皮卡迪利站的ETFE屋顶

应用的一个例子是作为气动面板来覆盖足球体育馆安联球场或北京国家游泳中心（又名2008年奥运会水立方）的外部 - 全球最大的ETFE膜（层压板）结构。伊甸園計畫的面板也由ETFE制成，其中热带岛屿度假村拥有由这种半透明材料制成的20000平方米的窗户。
ETFE的另一个关键用途是覆盖在高应力，低烟气毒性，和高可靠性环境中使用的电气和光纤布线。飞机和航天器接线是主要例子。一些小截面导线如用于绕线技术的导线涂有ETFE。

## 著名的建筑物
使用ETFE作为重要建筑元素的著名建筑和设计：
- 德國慕尼黑安联球场
- 英國康瓦爾郡伊甸園計畫建築
- 北京奧運會水立方場館
- 英國萊斯特National Space Centre（英语：National Space Centre）
- 哈萨克斯坦阿斯塔納的大汗帐篷娱乐中心

## 其他著名的建筑物
- 美國佛羅里達州邁阿密花園的硬石体育场
- 香港英基智新書院
- 中国北京侨福芳草地
- 中国国家体育场 (北京)
- 中国天津于家堡站
- 中国广东省广州南站
- 香港堅尼地城游泳池
- 台北國際花卉博覽會未來館
- 英国曼徹斯特皮卡迪利站
- 英国曼徹斯特維多利亞站
- 英国紐波特車站
- 加拿大卑詩省溫哥華市中心的卑詩體育館
- 巴西累西腓的伯南布哥體育場
- 苏格兰格拉斯哥的水电竞技场
- 新加坡国家体育场
- 意大利帕多瓦的帕多瓦植物园
- 亞塞拜然巴庫的巴庫奧林匹克體育場
- 美国亚特兰大的梅賽德斯-賓士體育場